# Prignitz
Prignitz é um distrito (kreis ou landkreis) da Alemanha localizado no estado de Brandemburgo.

## Cidades e municípios
| Cidades (livres)                                                                                                 | Ämter - associações municipais | |
| 1. Perleberg 2. Pritzwalk 3. Wittenberge Municípios (livres) 1. Groß Pankow 2. Gumtow 3. Karstädt 4. Plattenburg | 1. Bad Wilsnack/Weisen 1. Bad Wilsnack1, 2 2. Breese 3. Legde/Quitzöbel 4. Rühstädt 5. Weisen 2. Lenzen-Elbtalaue 1. Cumlosen 2. Lanz 3. Lenzen1, 2 4. Lenzerwische | 3. Meyenburg 1. Gerdshagen 2. Halenbeck-Rohlsdorf 3. Kümmernitztal 4. Marienfließ 5. Meyenburg1, 2 4. Putlitz-Berge 1. Berge 2. Gülitz-Reetz 3. Pirow 4. Putlitz1, 2 5. Triglitz |
| 1sede do Amt; ²cidade                                                                                            | | |